# Astrit Patozi
Astrit Hiqmet Patozi (ur. 22 lipca 1964 w Kavajë) – albański dziennikarz i deputowany do Zgromadzenia Albanii z ramienia Demokratycznej Partii Albanii, współzałożyciel i wiceprzewodniczący Demokratycznej Partii Posłuszeństwa (alb. Partia Bindja Demokratike).

## Życiorys
Ukończył studia filologiczne na Uniwersytecie Tirańskim. Pracował w redakcji czasopisma Rilindja, następnie był redaktorem naczelnym czasopism Albania (1995-1997) i Rilindja Demokratike (1997-2005).
W latach 2007-2013 był przewodniczącym grupy parlamentarnej Demokratycznej Partii Albanii. W 2019 roku opuścił to ugrupowanie i 20 kwietnia tego roku wraz z Rudiną Hajdari założył Demokratyczną Partię Posłuszeństwa, w której pełni funkcję wiceprzewodniczącego.